# Uesugi Akisada
Uesugi Akisada (上杉 顕定?; 1454 – 25 luglio 1510) è stato un samurai del clan Uesugi, Kantō kanrei (vice-shōgun della regione del Kantō) e shugo delle provincie di Kozuke e Musashi. Perse la provincia di Izu contro Hōjō Sōun nel 1492–1498 segnando una svolta importante del periodo Sengoku.

## Biografia
Figlio di Uesugi Fusasada, Akisada combatté il ramo Ogigayatsu-Uesugi per decenni, in alleanza con Ashikaga Shigeuji.
Nagao Tamekage si mosse contro di lui nel 1510 con l'aiuto di Hōjō Sōun, prendendo la provincia e uccidendo Akisada. Sōun, con l'aiuto di Tamekage, conquistò la provincia di Sagami, diventando una delle più importanti figure del periodo Sengoku; il figlio di Tamekage, Uesugi Kenshin, sarebbe diventato allo stesso modo uno dei principali signori della guerra del periodo, la sua ascesa con il Kantō come centro della sua base di potere, come risultato della sconfitta di Akisada, fu un elemento cruciale per il suo successo.
Suo figlio adottivo fu Uesugi Norifusa.